# Alexandru Olah
Alexandru Lucian "Alex" Olah (Timișoara, 15 de octubre de 1993) es un baloncestista rumano que pertenece a la plantilla del CS Rapid București de la Liga Națională de Rumania. Con 2,13 metros de estatura, juega en la posición de pívot.

## Trayectoria deportiva

### Universidad
Jugó cuatro temporadas con los Wildcats de la Universidad Northwestern, en las que promedió 9,5 puntos, 5,1 rebotes, 1,4 asistencias y 1,5 tapones por partido.

### Profesional
Tras no ser elegido en el Draft de la NBA de 2016, disputó las Ligas de Verano de la NBA con los New Orleans Pelicans, promediando 6,5 puntos y 2,5 rebotes en los cuatro encuentros que jugó. En el mes de julio firmó su primer contrato profesional con el Belfius Mons-Hainaut de la Pro Basketball League, la primera división del baloncesto belga. En su única temporada en el equipo promedió 10,7 puntos y 5,3 rebotes por partido.
En junio de 2017 regresó a su país para fichar por el U-BT Cluj-Napoca, pero aenas jugó cinco partidos de liga, promediando 5,5 puntos y 6,0 rebotes. En febrero de 2018 fichó por el ZZ Leiden de la liga neerlandesa asta final de temporada, llegando a disputar 29 partidos como suplente, en os que promedió 7,4 puntos y 4,2 rebotes.
En septiembre de 2018 cambió de liga, al firmar con el Kangoeroes Mechelen de la Pro Basketball League, la primera división del baloncesto belga. En el país neerlandés promedió 12,1 puntos y 6,8 rebotes en 38 partidos, con un acierto del 57,5 % en tiros de campo y un 87,2 % en tiros libres.
En septiembre de 2019, el rumano de 25 años llega como recambio de Marcius para cerrar la plantilla del Club Baloncesto Breogán de la LEB Oro de España.

### Internacional
Con la selección de su país estuvo presente en el Eurobasket 2017 y es habitual en las convocatorias de la absoluta.